# Cornetu (okręg Ilfov)
Cornetu – wieś w Rumunii, w okręgu Ilfov, w gminie Cornetu. W 2011 roku liczyła 6040 mieszkańców.